# Étang de Hanau
Pour les articles homonymes, voir Hanau (homonymie).
L’étang de Hanau se situe dans la commune française de Philippsbourg, dans le département de la Moselle. Il comprend un sentier de découverte sur une tourbière, un camping, un hôtel, un restaurant, ainsi qu'un point de tourisme avec possibilité de se renseigner auprès d'un professionnel.
L'étang s'étale aux pieds du Kächler et du château de Waldeck. Son émissaire est le ruisseau de Waldeck qui rejoint rapidement le Falkensteinerbach.

## Faune et flore remarquables
La flore de l'étang est remarquable et d'importance patrimoniale, en particulier les tourbières acides protégées avec de nombreux insectes inféodés.

### Liens externes

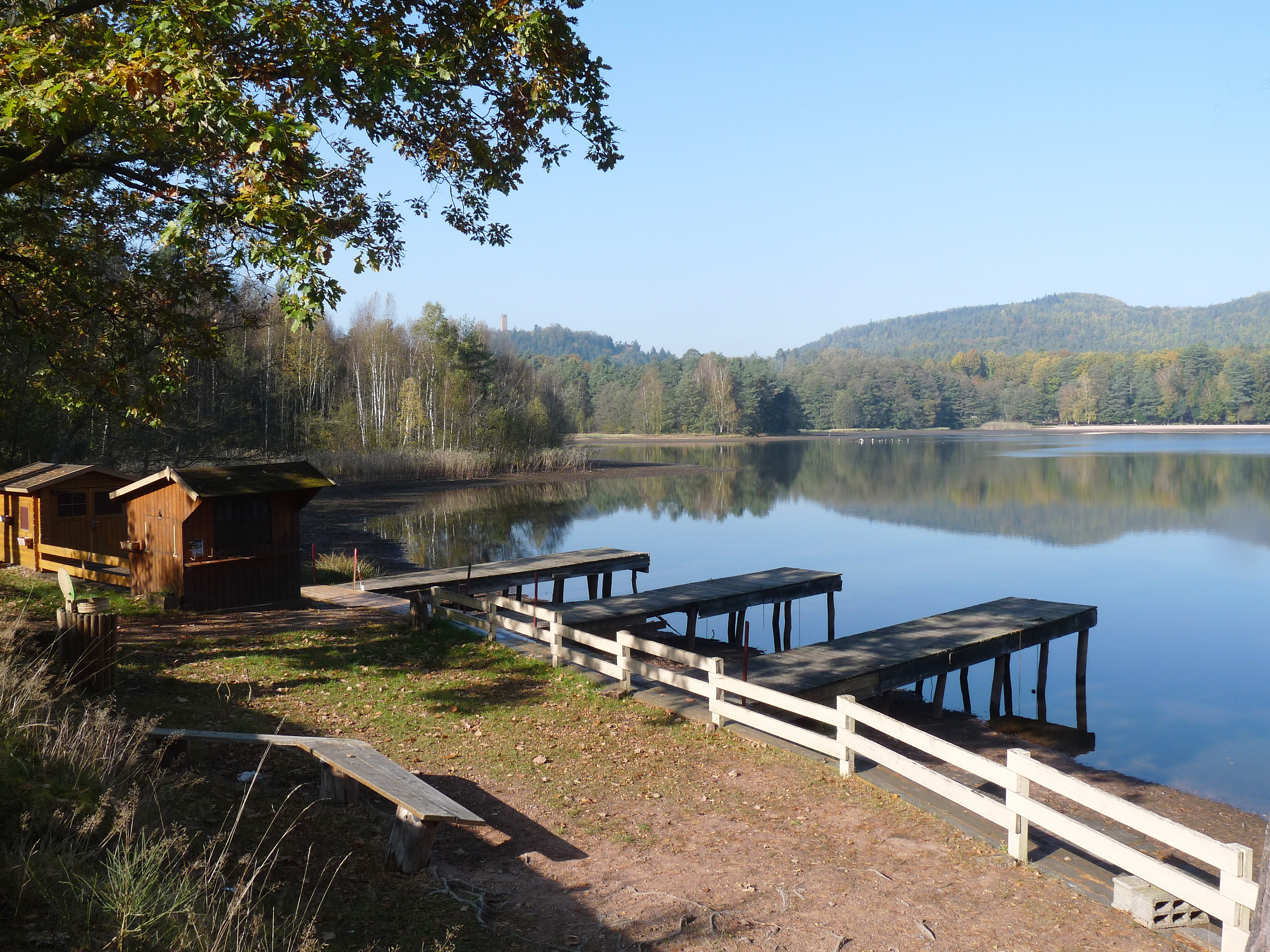
Pontons
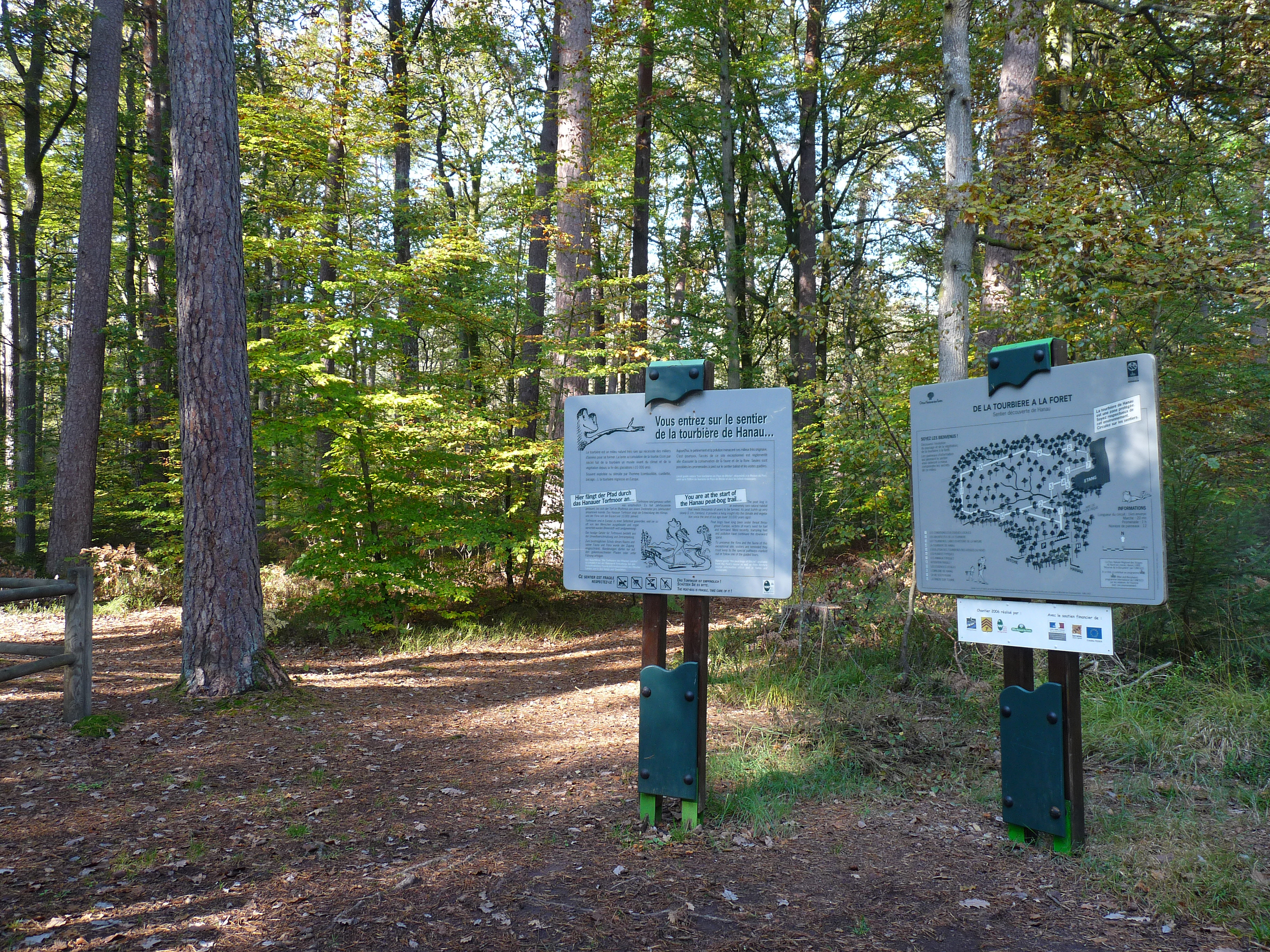
Sentier de découverte de la tourbière
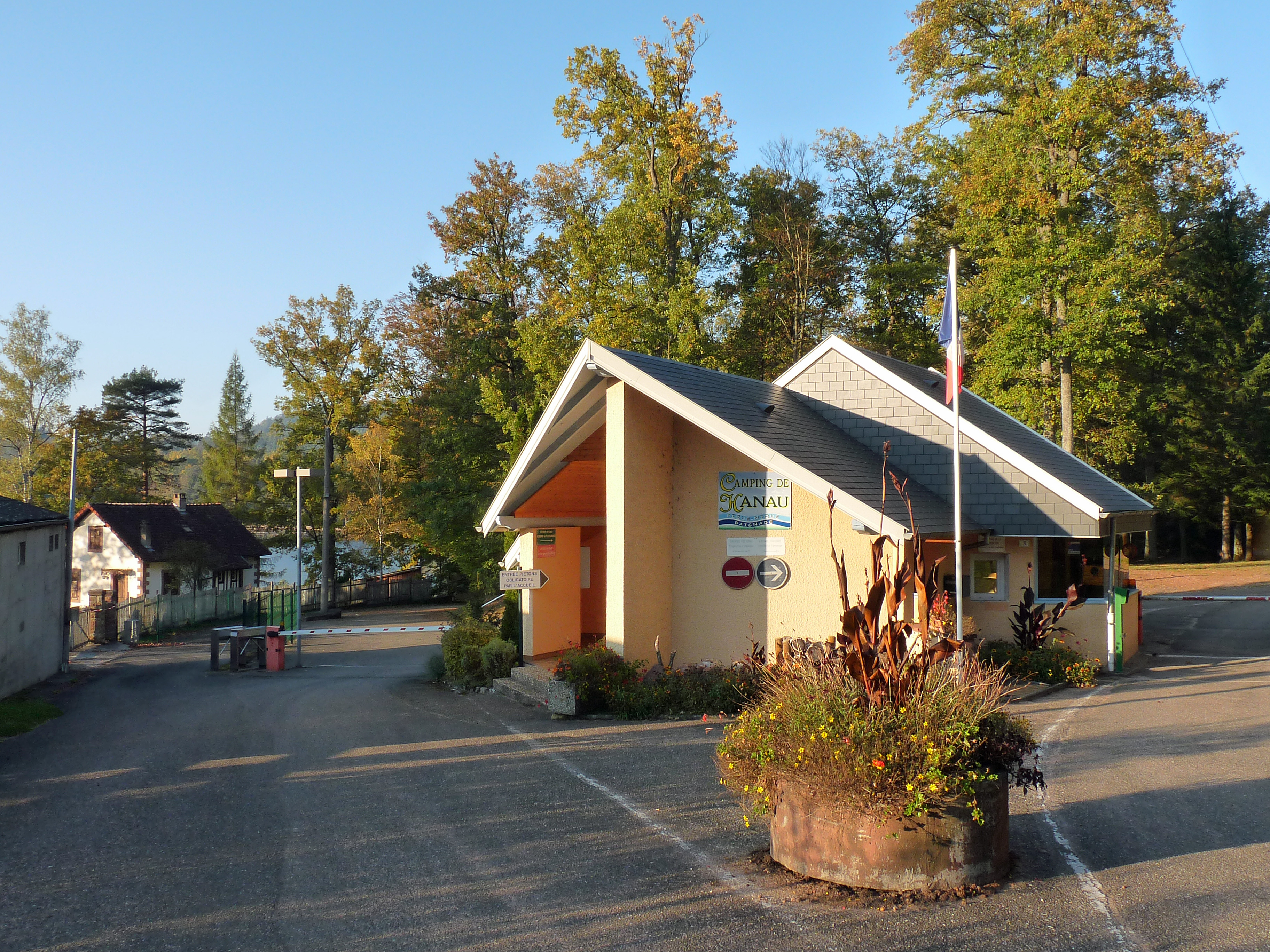
Entrée du camping
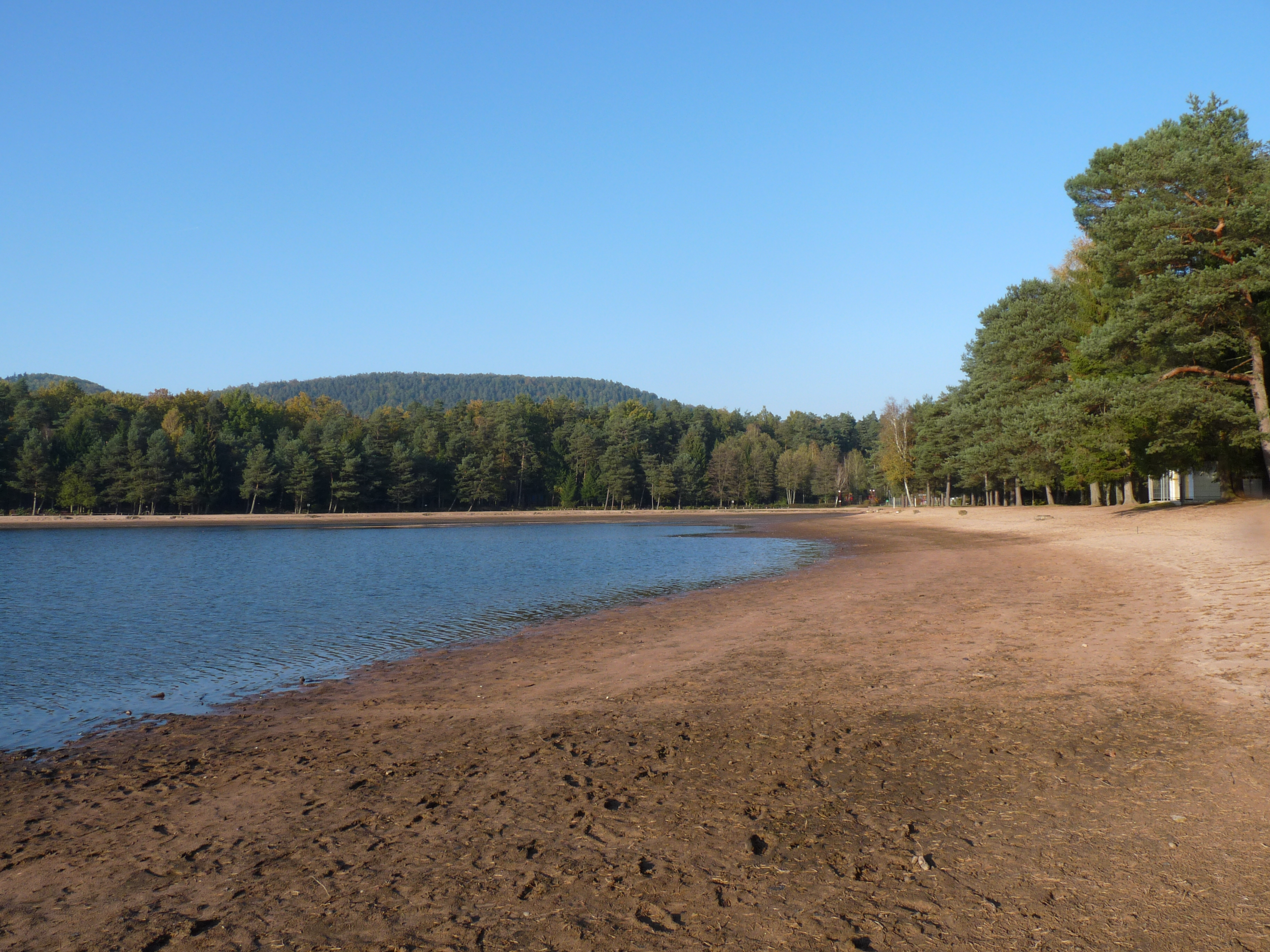
Plage